# Chiesa di Santa Maria Iscalas (Cossoine)
La chiesa di Santa Maria Iscalas è una chiesa campestre situata in territorio di Cossoine, centro abitato della Sardegna nord-occidentale. Consacrata al culto cattolico, fa parte della parrocchia di Santa Chiara, arcidiocesi di Sassari.
La chiesa sorge su un altipiano alle falde del monte Traessu, ad una decina di chilometri dal centro abitato. Costruita in stile bizantino, gli studiosi la ascrivono a periodi piuttosto diversi che vanno dal VI-VII secolo al X-XI secolo.
L'edificio ha pianta a croce libera ed è realizzato in pietra di calcare bianco, con conci di grande pezzatura posizionati ad incastro negli spigoli e altri, appena sbozzati, utilizzati negli specchi murari di tamponamento.
All'interno sono conservati parti di dipinti murari eseguiti in epoca medievale.

## Galleria d'immagini

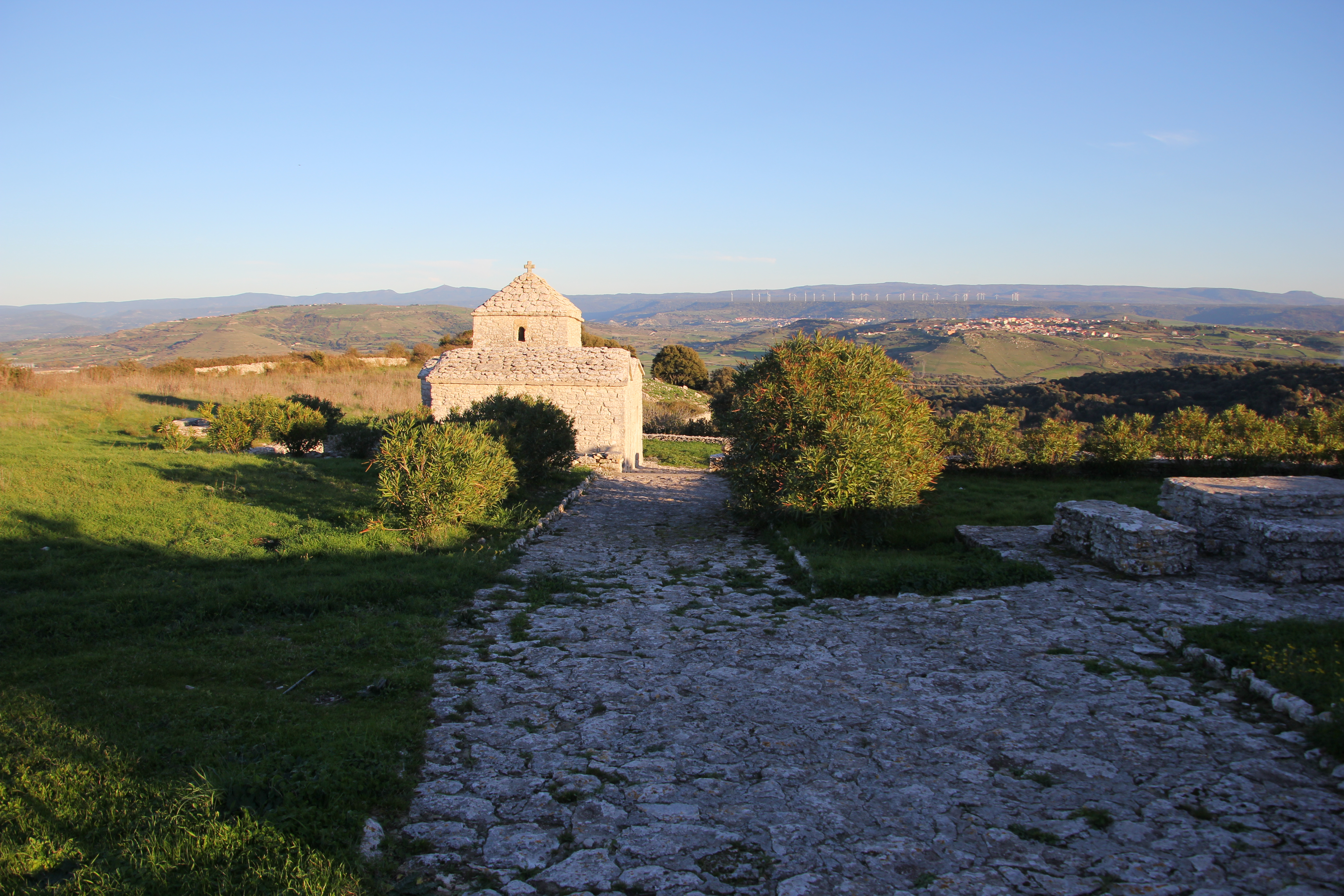
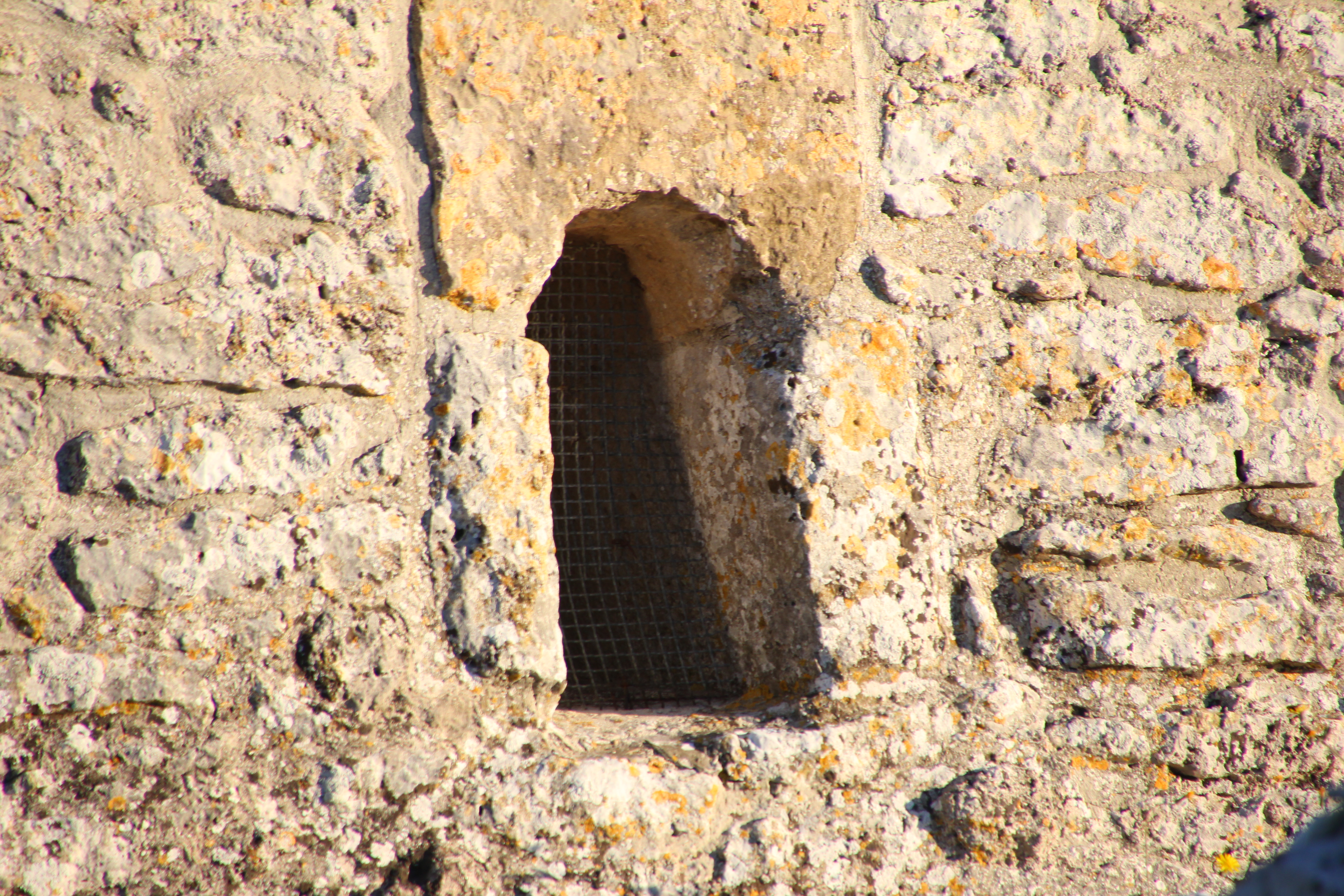
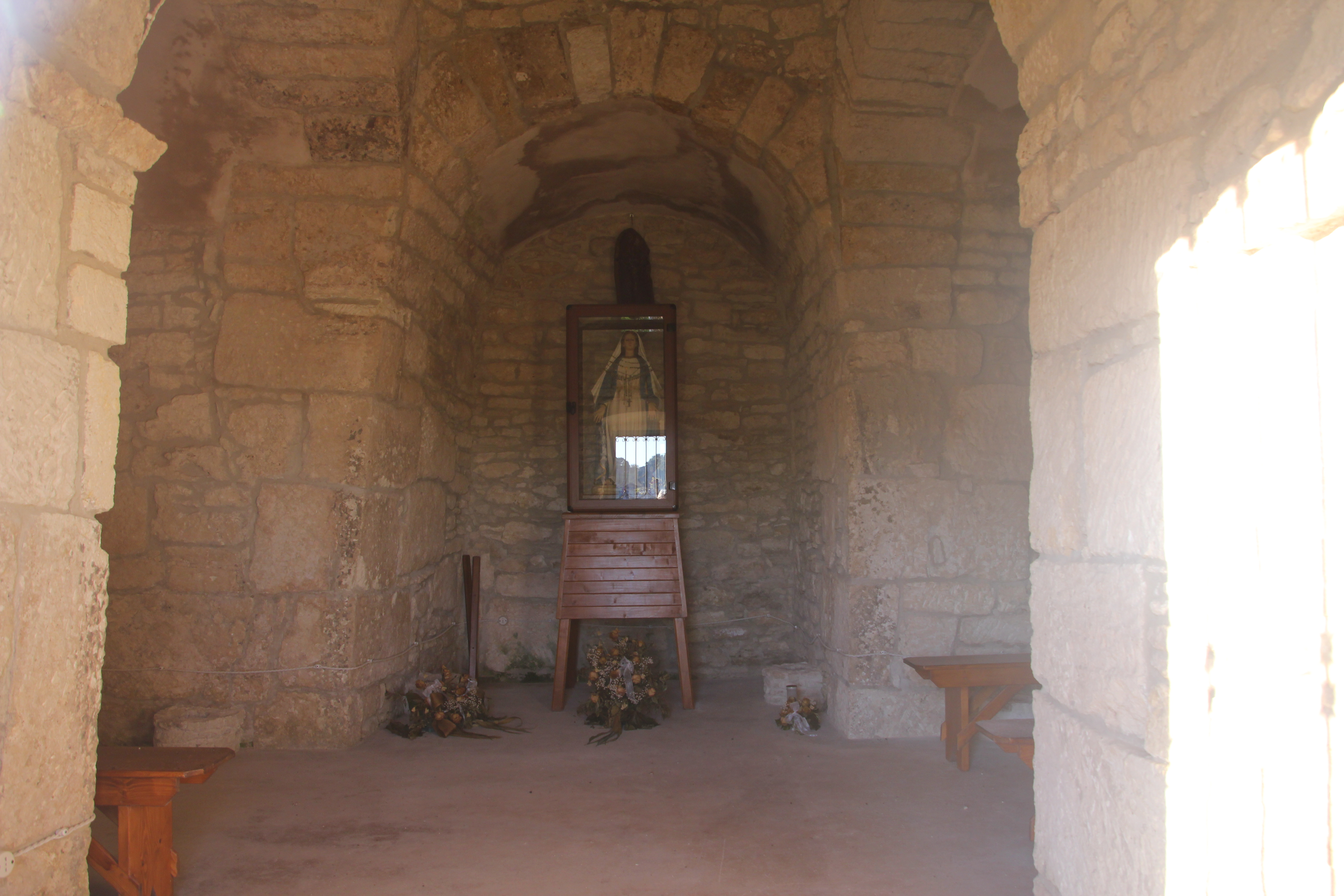
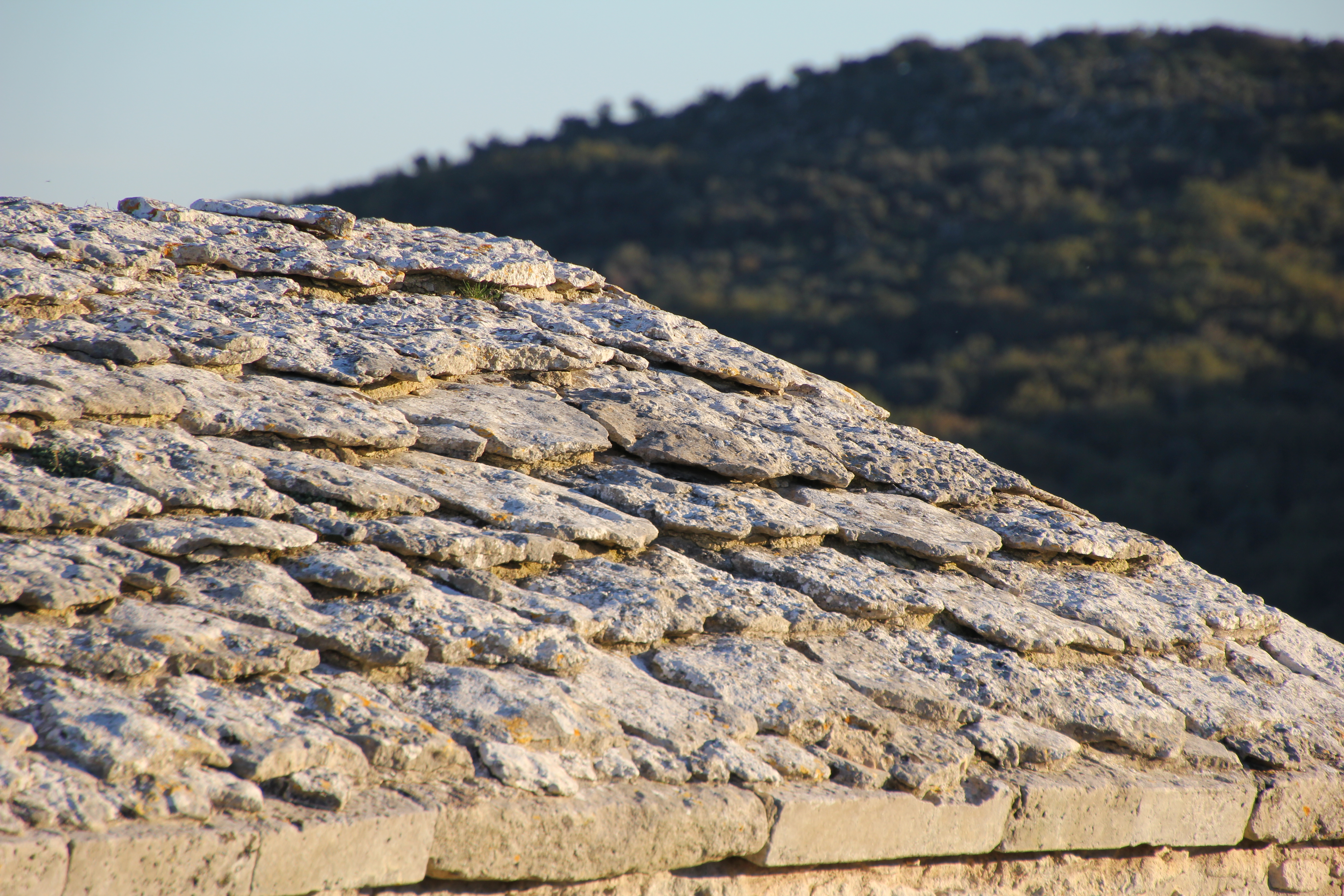
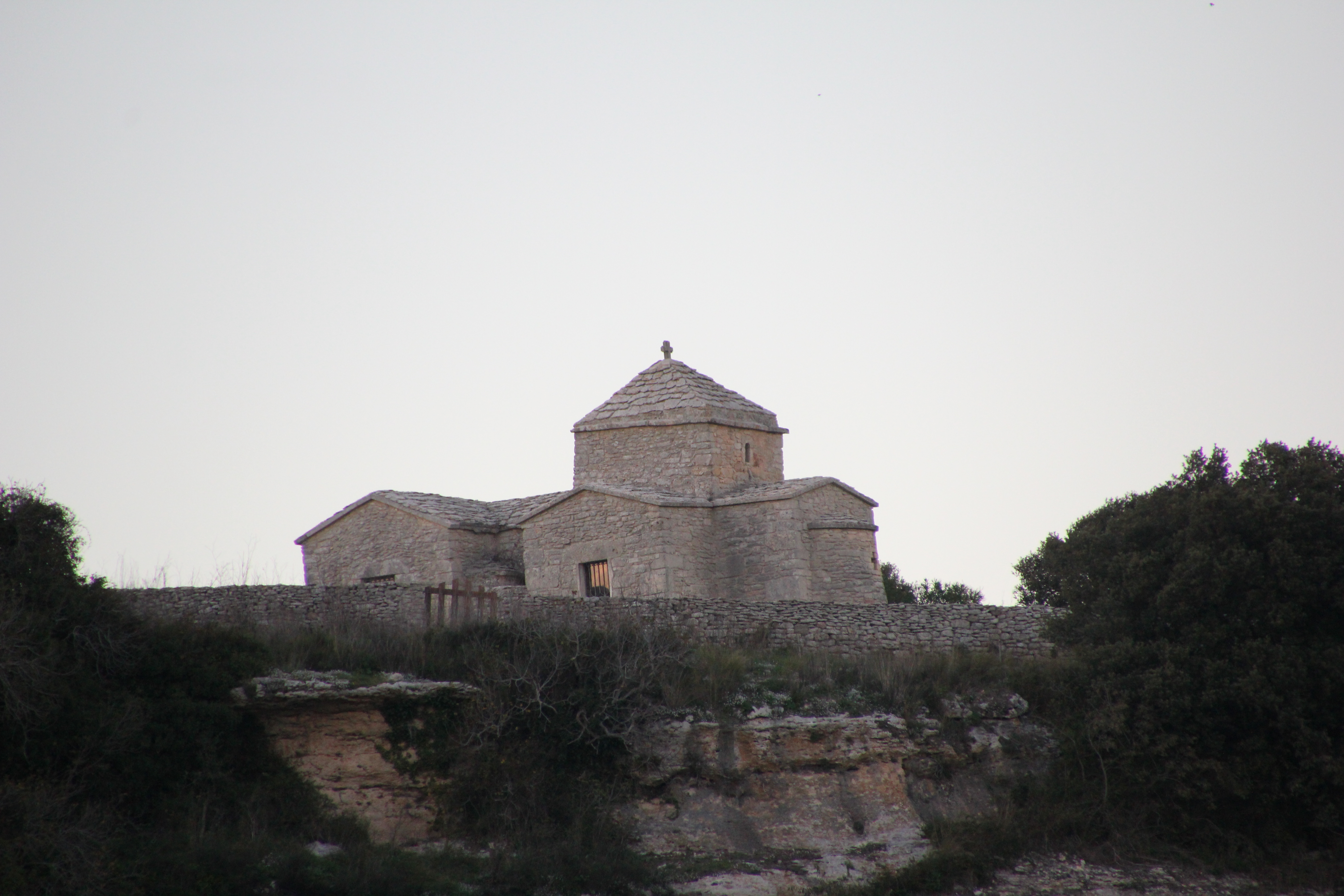